# Veronika Bennholdt-Thomsen
Veronika Bennholdt-Thomsen (Seefeld in Tirol, 12 septembre 1944) est une ethnologue et sociologue allemande. 
Elle fait partie du courant écoféministe.